# Championnat de France de football de troisième division 2017-2018
Navigation
National 2016-2017 National 2018-2019
La saison 2017-2018 de National est la 25e édition du Championnat de France de football National. Le troisième niveau du football français oppose cette saison dix-sept clubs en une série de trente-deux rencontres jouées du 4 août 2017 au 11 mai 2018. C'est le plus haut échelon auquel peuvent accéder les équipes amateurs puisqu'au-delà, les clubs doivent avoir le statut professionnel pour participer au Championnat de France de football de Ligue 2.

## Clubs participants

### Relégations, promotions et décisions administratives
Selon le règlement le championnat comprend, outre les clubs classés entre la quatrième et la quatorzième place lors de la saison 2016-2017, les deux clubs relégués de Ligue 2 et les quatre clubs promus du championnat de France amateur (CFA). Le SC Bastia, qui devait évoluer en Ligue 2, est rétrogradé administrativement et est remplacé par le Paris FC, troisième la saison antérieure, qui avait échoué aux barrages mais le club corse proche du dépôt de bilan ne participera pas à cette saison et le championnat se jouera avec seulement 17 équipes. Une première depuis 2012, aucune équipe évoluant la saison précédente en National n'a connu de rétrogradation ni de dépôt de bilan.
| \| Laval Red Star Marseille Consolat Chambly Dunkerque Lyon-Duchère Béziers Boulogne-sur-Mer Avranches Concarneau Créteil Les Herbiers Pau Grenoble Cholet Entente SSG Rodez \| Localisation des clubs |
| Laval Red Star Marseille Consolat Chambly Dunkerque Lyon-Duchère Béziers Boulogne-sur-Mer Avranches Concarneau Créteil Les Herbiers Pau Grenoble Cholet Entente SSG Rodez                              |

| \| Red Star Créteil Entente SSG Chambly \| Localisation des clubs franciliens. |
| Red Star Créteil Entente SSG Chambly                                           |

### Liste des clubs participants
Le tableau suivant liste les clubs participants, leur budget, leur entraîneur, et leur stade.
| Club                 | En National depuis | Classement 2016-2017 | Budget (en M€) | Entraîneur         | Depuis | Stade                         | Capacité         |
| -------------------- | ------------------ | -------------------- | -------------- | ------------------ | ------ | ----------------------------- | ---------------- |
| Red Star FC          | 2017               | 19e (Ligue 2)        | 7,5            | Régis Brouard      | 2017   | Stade Bauer                   | 3 000            |
| Stade lavallois MFC  | 2017               | 20e (Ligue 2)        | 4,2            | Manuel Pires       | 2017   | Stade Francis-Le-Basser       | 11 107           |
| Marseille Consolat   | 2014               | 4e                   | 0,8            | Dominique Bijotat  | 2017   | Stade La Martine              | 1 990            |
| FC Chambly Oise      | 2014               | 5e                   | 2              | Bruno Luzi         | 2001   | Stade des Marais              | 1 000            |
| USL Dunkerque        | 2013               | 6e                   | 2,2            | Benjamin Rytlewski | 2018   | Stade Marcel-Tribut           | 4 200            |
| Lyon Duchère AS      | 2016               | 7e                   | 1,8            | Karim Mokeddem     | 2014   | Stade de la Duchère           | 5 438            |
| AS Béziers           | 2015               | 8e                   | 1,7            | Mathieu Chabert    | 2015   | Parc des Sports de Sauclières | 12 000           |
| US Boulogne CO       | 2012               | 9e                   | 2,5            | Olivier Frapolli   | 2017   | Stade de la Libération        | 13 726           |
| US Avranches         | 2014               | 10e                  | 1,9            | Damien Ott         | 2015   | Stade René-Fenouillère        | 2 650            |
| US Concarneau        | 2016               | 11e                  | 2              | Nicolas Cloarec    | 2009   | Stade Guy Piriou              | 6 200 puis 5 800 |
| US Créteil-Lusitanos | 2016               | 12e                  | 3,2            | Yann Lachuer       | 2017   | Stade Dominique-Duvauchelle   | 12 150           |
| Les Herbiers VF      | 2015               | 13e                  | 2              | Stéphane Masala    | 2018   | Stade Massabielle             | 5 000            |
| Pau FC               | 2016               | 14e                  | 1,65           | David Vignes       | 2014   | Stade du Hameau               | 18 852           |
| SO Cholet            | 2017               | 2e (CFA Gr. A)       | 2,7            | David Augereau     | 2018   | Stade omnisports de Cholet    | 2 635            |
| Entente SSG          | 2017               | 1er (CFA Gr. B)      | 0,815          | Vincent Bordot     | 2011   | Stade Michel-Hidalgo          | 8 000            |
| Grenoble Foot 38     | 2017               | 1er (CFA Gr. C)      | 3,6            | Olivier Guégan     | 2016   | Stade des Alpes               | 20 068           |
| Rodez AF             | 2017               | 1er (CFA Gr. D)      | 1,8            | Laurent Peyrelade  | 2015   | Stade Paul-Lignon             | 4 755            |

## Règlement du championnat

### Barème des points
- 3 points pour une victoire
- 1 point pour un match nul
- 0 point pour une défaite

### Promotions et relégations
À l'issue des 34 journées du championnat, selon le classement :
- Les équipes classées à la 1re et à la 2e place sont promues en Ligue 2
- L'équipe classée troisième doit disputer un match de barrage contre le 18e de Ligue 2 et le gagner pour monter en Ligue 2 [2].
- Les équipes classées de la 4e à la 14e place participeront à nouveau au National.
- Les équipes classées de la 15e à 17e place sont reléguées en National 2 .

### Règles de classements
En cas d'égalité de points au classement, les équipes sont départagés selon les critères suivants :
- Résultats lors des face-à-face
- Différence de buts lors des face-à-face
- Différence de buts générale
- Nombre de buts inscrits dans la compétition
- Classement selon le Carton Bleu (Classement du fair-play)
- Tirage au sort

Le National se déroule comme la Ligue 1 et Ligue 2. L'exception notable est à la différence de buts. Dans les championnats amateurs français, c'est la différence de buts particulière qui domine en cas d'égalité de points au classement final.

## Classement et résultats

### Classement
| Rang | Équipe               | Pts  | J  | G  | N  | P  | Bp | Bc | Diff |
| ---- | -------------------- | ---- | -- | -- | -- | -- | -- | -- | ---- |
| 1    | Red Star FC R        | 56   | 32 | 15 | 11 | 6  | 41 | 25 | +16  |
| 2    | AS Béziers           | 52   | 32 | 13 | 13 | 6  | 41 | 29 | +12  |
| 3    | Grenoble Foot 38 P   | 51   | 32 | 13 | 12 | 7  | 33 | 23 | +10  |
| 4    | Rodez AF P           | 45   | 32 | 12 | 9  | 11 | 33 | 33 | 0    |
| 5    | US Avranches         | 43   | 32 | 11 | 10 | 11 | 39 | 42 | -3   |
| 6    | Lyon Duchère AS      | 42   | 32 | 10 | 12 | 10 | 30 | 33 | -3   |
| 7    | US Boulogne CO       | 42-1 | 32 | 10 | 13 | 9  | 36 | 34 | +2   |
| 8    | Stade lavallois R    | 42   | 32 | 10 | 12 | 10 | 37 | 36 | +1   |
| 9    | USL Dunkerque        | 41-3 | 32 | 11 | 11 | 10 | 39 | 39 | 0    |
| 10   | Pau FC               | 40   | 32 | 9  | 13 | 10 | 43 | 37 | +6   |
| 11   | Entente SSG P        | 40   | 32 | 8  | 16 | 8  | 41 | 46 | -5   |
| 12   | FC Chambly Oise      | 40   | 32 | 10 | 10 | 12 | 36 | 32 | +4   |
| 13   | US Concarneau        | 40   | 32 | 9  | 13 | 10 | 38 | 38 | 0    |
| 14   | SO Choletais P       | 39   | 32 | 10 | 9  | 13 | 49 | 53 | -4   |
| 15   | Les Herbiers VF      | 39   | 32 | 9  | 12 | 11 | 37 | 45 | -8   |
| 16   | Marseille Consolat   | 37   | 32 | 9  | 10 | 13 | 37 | 46 | -9   |
| 17   | US Créteil-Lusitanos | 26   | 32 | 6  | 8  | 18 | 29 | 48 | -19  |

Promotions et relégations
1. ↑  À la suite de sa défaite sur tapis vert face à l’US Créteil lors de la 13e journée (voir ci-dessous), l’US Boulogne a également été sanctionnée d'un retrait d’un point au classement, conformément au règlement.
2. ↑  En raison de problèmes administratifs et financiers, la DNCG a sanctionné l’USL Dunkerque d’un retrait de trois points (décision confirmée en appel le 9 janvier 2018)[3].

### Résultats
Le tableau suivant récapitule les résultats « aller » et « retour » du championnat :
| Résultats (▼dom., ►ext.)                                   | ASB | LDAS | ESSG | FCCO | GF38 | VHF | GSC | PFC | RSFC | RAF | SOC | SL  | USA | USB  | USC | USCL | USLD |
| AS Béziers                                                 |     | 1-0  | 0-0  | 0-1  | 0-0  | 4-1 | 1-1 | 2-0 | 1-0  | 1-1 | 1-3 | 5-1 | 2-2 | 1-1  | 1-0 | 3-1  | 0-0  |
| Lyon Duchère AS                                            | 1-1 |      | 2-2  | 1-0  | 2-4  | 1-2 | 1-1 | 2-1 | 0-0  | 1-1 | 0-0 | 1-0 | 1-0 | 1-0  | 1-2 | 1-1  | 0-1  |
| Entente SSG                                                | 4-2 | 1-1  |      | 2-2  | 0-3  | 1-0 | 1-0 | 2-2 | 1-1  | 1-3 | 1-1 | 1-1 | 2-1 | 2-2  | 1-1 | 2-1  | 0-2  |
| FC Chambly Oise                                            | 0-0 | 0-1  | 0-1  |      | 1-0  | 0-2 | 3-0 | 2-2 | 0-1  | 1-1 | 6-2 | 3-0 | 0-1 | 2-2  | 0-2 | 3-0  | 0-1  |
| Grenoble Foot                                              | 2-0 | 1-2  | 2-3  | 0-0  |      | 1-0 | 0-0 | 1-1 | 0-0  | 1-1 | 0-2 | 1-1 | 3-1 | 1-2  | 0-0 | 1-0  | 2-1  |
| Les Herbiers VF                                            | 0-1 | 1-0  | 2-1  | 1-3  | 0-1  |     | 3-2 | 0-1 | 0-0  | 2-3 | 1-2 | 3-2 | 2-2 | 0-0  | 1-1 | 0-0  | 1-1  |
| Marseille Consolat                                         | 1-0 | 0-1  | 0-1  | 1-1  | 1-2  | 3-3 |     | 1-1 | 2-2  | 2-0 | 4-3 | 2-2 | 0-1 | 1-0  | 0-1 | 2-1  | 3-1  |
| Pau FC                                                     | 2-2 | 1-1  | 2-2  | 0-1  | 0-0  | 4-0 | 1-2 |     | 1-1  | 1-2 | 1-4 | 0-1 | 2-0 | 2-3  | 4-1 | 1-0  | 0-0  |
| Red Star FC                                                | 0-1 | 0-0  | 3-0  | 2-0  | 0-1  | 1-2 | 2-0 | 1-1 |      | 1-0 | 1-0 | 1-1 | 2-2 | 2-1  | 3-1 | 2-1  | 1-2  |
| Rodez AF                                                   | 1-1 | 2-0  | 1-0  | 1-0  | 0-2  | 0-0 | 1-2 | 0-2 | 1-2  |     | 0-1 | 1-0 | 0-1 | 2-2  | 0-0 | 2-0  | 0-0  |
| SO Choletais                                               | 0-2 | 3-1  | 2-2  | 4-2  | 1-1  | 1-1 | 0-1 | 1-0 | 1-2  | 0-1 |     | 2-2 | 1-3 | 1-2  | 1-5 | 1-1  | 2-4  |
| Stade lavallois                                            | 2-2 | 0-1  | 1-1  | 0-1  | 1-1  | 1-1 | 1-1 | 2-0 | 2-0  | 1-2 | 2-0 |     | 2-0 | 1-0  | 1-1 | 2-0  | 3-1  |
| US Avranches                                               | 0-1 | 3-3  | 2-1  | 0-0  | 1-0  | 1-1 | 2-0 | 0-0 | 1-3  | 1-2 | 2-3 | 2-1 |     | 1-0  | 3-2 | 1-0  | 1-1  |
| US Boulogne CO                                             | 1-1 | 1-0  | 2-2  | 2-1  | 0-1  | 1-2 | 4-1 | 1-1 | 0-0  | 2-0 | 1-1 | 1-0 | 1-0 |      | 1-1 | 2-1  | 1-1  |
| US Concarneau                                              | 3-1 | 2-3  | 1-1  | 0-0  | 0-1  | 2-2 | 2-0 | 0-2 | 0-1  | 2-1 | 1-1 | 0-1 | 2-2 | 1-0  |     | 1-1  | 2-1  |
| US Créteil-Lusitanos                                       | 0-1 | 0-0  | 1-1  | 1-2  | 2-0  | 3-1 | 1-1 | 0-4 | 2-3  | 2-0 | 0-5 | 0-1 | 2-0 | 3-0a | 1-1 |      | 1-3  |
| USL Dunkerque                                              | 0-2 | 1-0  | 2-1  | 1-1  | 0-0  | 1-2 | 3-2 | 2-3 | 0-3  | 1-3 | 2-0 | 1-1 | 2-2 | 0-0  | 2-0 | 1-2  |      |
| - Victoire à domicile - Match nul - Victoire à l'extérieur |     |      |      |      |      |     |     |     |      |     |     |     |     |      |     |      |      |

a Le match opposant Créteil à Boulogne, qui s'était initialement conclu sur le score de 1-1, a été finalement donné gagnant à Créteil (3-0), grâce à la présence sur le terrain du Boulonnais Hassane Alla alors suspendu pour cette rencontre. 

#### Barrages de promotion
Les barrages de promotion entre le troisième de National et le dix-huitième de Ligue 2 prennent place durant le mois de mai 2018. Le vainqueur de ces barrages obtient une place pour le championnat de Ligue 2 tandis que le perdant va en National 2018-2019.
| Match aller             | (N1) Grenoble Foot 38    | 2 - 1   | Bourg-en-Bresse 01 (L2) | Stade des Alpes, Grenoble                                                                                   | |
| Mardi 22 mai 2018 20h45 | Sotoca 1re · Belvito 83e | (1 - 1) | 45e Bègue               | Spectateurs : (huis-clos de pénalité) Diffuseur : Canal+ Sport, beIN Sports 1 Arbitrage : Nicolas Rainville | Spectateurs : (huis-clos de pénalité) Diffuseur : Canal+ Sport, beIN Sports 1 Arbitrage : Nicolas Rainville |
| Mardi 22 mai 2018 20h45 | Rapport                  |         |                         | Spectateurs : (huis-clos de pénalité) Diffuseur : Canal+ Sport, beIN Sports 1 Arbitrage : Nicolas Rainville | Spectateurs : (huis-clos de pénalité) Diffuseur : Canal+ Sport, beIN Sports 1 Arbitrage : Nicolas Rainville |

| Match retour               | (L2) Bourg-en-Bresse 01 | 0 - 0 | Grenoble Foot 38 (N1) | Stade Marcel-Verchère, Bourg-en-Bresse                                |                                                                       |
| Dimanche 27 mai 2018 18h00 |                         | (-)   |                       | Diffuseur : Canal+ Sport, beIN Sports 2 Arbitrage : François Letexier | Diffuseur : Canal+ Sport, beIN Sports 2 Arbitrage : François Letexier |
| Dimanche 27 mai 2018 18h00 | Rapport                 |       |                       | Diffuseur : Canal+ Sport, beIN Sports 2 Arbitrage : François Letexier | Diffuseur : Canal+ Sport, beIN Sports 2 Arbitrage : François Letexier |

## Statistiques

### Évolution du classement
| Journées →    | 1  | 2  | 3  | 4  | 5  | 6  | 7  | 8  | 9  | 10 | 11 | 12 | 13 | 14 | 15 | 16 | 17 | 18 | 19 | 20 | 21 | 22 | 23 | 24 | 25 | 26 | 27 | 28 | 29 | 30 | 31 | 32 | 33 | 34 | prom. | bar. | rel. |
| Équipe ↓      |    |    |    |    |    |    |    |    |    |    |    |    |    |    |    |    |    |    |    |    |    |    |    |    |    |    |    |    |    |    |    |    |    |    |       |      |      |
| ------------- | -- | -- | -- | -- | -- | -- | -- | -- | -- | -- | -- | -- | -- | -- | -- | -- | -- | -- | -- | -- | -- | -- | -- | -- | -- | -- | -- | -- | -- | -- | -- | -- | -- | -- | ----- | ---- | ---- |
| Avranches     | 12 | 13 | 16 | 17 | 17 | 17 | 16 | 17 | 17 | 17 | 17 | 17 | 17 | 17 | 15 | 17 | 17 | 17 | 17 | 17 | 17 | 16 | 14 | 15 | 15 | 12 | 16 | 16 | 15 | 14 | 15 | 12 | 8  | 5  |       |      | 26   |
| Béziers       | 5  | 2  | 3  | 5  | 6  | 8  | 7  | 2  | 3  | 5  | 6  | 6  | 7  | 8  | 8  | 8  | 10 | 12 | 12 | 12 | 12 | 9  | 7  | 6  | 5  | 3  | 4  | 1  | 3  | 4  | 3  | 3  | 3  | 2  | 4     | 7    |      |
| Boulogne/Mer  | 4  | 9  | 12 | 12 | 14 | 13 | 14 | 16 | 15 | 15 | 14 | 13 | 16 | 16 | 14 | 14 | 16 | 16 | 16 | 14 | 14 | 11 | 12 | 12 | 11 | 9  | 11 | 13 | 8  | 10 | 12 | 7  | 5  | 7  |       |      | 8    |
| Chambly       | 13 | 16 | 15 | 16 | 16 | 16 | 17 | 13 | 16 | 16 | 16 | 15 | 15 | 15 | 17 | 13 | 12 | 9  | 9  | 11 | 10 | 13 | 16 | 16 | 16 | 13 | 8  | 9  | 14 | 15 | 13 | 8  | 9  | 12 |       |      | 17   |
| Cholet        | 1  | 7  | 5  | 6  | 10 | 7  | 8  | 5  | 7  | 3  | 2  | 2  | 3  | 3  | 3  | 4  | 4  | 4  | 4  | 4  | 4  | 4  | 4  | 5  | 7  | 7  | 9  | 8  | 9  | 11 | 7  | 10 | 14 | 14 | 3     | 4    |      |
| Concarneau    | 14 | 15 | 14 | 14 | 15 | 15 | 15 | 12 | 14 | 14 | 15 | 16 | 14 | 12 | 12 | 15 | 14 | 14 | 10 | 9  | 8  | 10 | 6  | 7  | 6  | 6  | 6  | 6  | 6  | 6  | 6  | 6  | 13 | 13 |       |      | 7    |
| Créteil       | 17 | 17 | 13 | 13 | 11 | 12 | 13 | 15 | 11 | 11 | 13 | 14 | 11 | 11 | 11 | 11 | 13 | 13 | 14 | 15 | 16 | 17 | 17 | 17 | 17 | 17 | 17 | 17 | 17 | 17 | 17 | 17 | 17 | 17 |       |      | 18   |
| Dunkerque     | 3  | 4  | 10 | 10 | 12 | 11 | 11 | 10 | 9  | 8  | 8  | 7  | 6  | 6  | 5  | 7  | 7  | 7  | 7  | 8  | 11 | 15 | 11 | 14 | 14 | 10 | 15 | 14 | 10 | 7  | 9  | 9  | 7  | 9  |       | 1    | 2    |
| Grenoble      | 2  | 3  | 1  | 2  | 1  | 1  | 1  | 6  | 5  | 2  | 4  | 3  | 4  | 4  | 4  | 3  | 3  | 1  | 3  | 3  | 2  | 1  | 1  | 1  | 1  | 1  | 2  | 4  | 2  | 2  | 2  | 2  | 2  | 3  | 20    | 7    |      |
| Les Herbiers  | 15 | 8  | 4  | 4  | 9  | 10 | 9  | 9  | 10 | 10 | 11 | 12 | 13 | 13 | 13 | 16 | 15 | 15 | 15 | 16 | 13 | 14 | 15 | 9  | 9  | 8  | 10 | 11 | 7  | 9  | 11 | 15 | 11 | 15 |       |      | 9    |
| Laval         | 6  | 6  | 9  | 7  | 7  | 4  | 5  | 4  | 2  | 4  | 5  | 5  | 5  | 7  | 9  | 10 | 9  | 10 | 11 | 13 | 9  | 6  | 5  | 3  | 3  | 4  | 3  | 5  | 5  | 5  | 5  | 5  | 6  | 8  | 1     | 3    |      |
| Lyon-Duchère  | 7  | 1  | 6  | 8  | 3  | 6  | 6  | 3  | 6  | 7  | 7  | 8  | 9  | 5  | 7  | 9  | 8  | 8  | 8  | 10 | 15 | 12 | 13 | 11 | 12 | 15 | 12 | 7  | 11 | 8  | 8  | 11 | 12 | 6  | 1     | 2    | 2    |
| Consolat      | 11 | 10 | 11 | 11 | 8  | 9  | 10 | 11 | 12 | 12 | 10 | 11 | 12 | 14 | 16 | 12 | 11 | 11 | 13 | 7  | 5  | 7  | 9  | 10 | 10 | 14 | 14 | 15 | 16 | 16 | 16 | 16 | 16 | 16 |       |      | 8    |
| Pau           | 8  | 12 | 17 | 15 | 13 | 14 | 12 | 14 | 13 | 13 | 12 | 10 | 10 | 9  | 10 | 6  | 5  | 5  | 5  | 6  | 6  | 8  | 10 | 13 | 13 | 16 | 13 | 10 | 12 | 12 | 14 | 14 | 10 | 10 |       |      | 3    |
| Red Star      | 9  | 5  | 2  | 1  | 2  | 3  | 4  | 7  | 4  | 6  | 3  | 4  | 2  | 2  | 2  | 2  | 2  | 2  | 2  | 2  | 3  | 3  | 3  | 4  | 4  | 5  | 5  | 2  | 1  | 1  | 1  | 1  | 1  | 1  | 18    | 5    |      |
| Rodez         | 10 | 11 | 7  | 9  | 5  | 2  | 2  | 1  | 1  | 1  | 1  | 1  | 1  | 1  | 1  | 1  | 1  | 3  | 1  | 1  | 1  | 2  | 2  | 2  | 2  | 2  | 1  | 3  | 4  | 3  | 4  | 4  | 4  | 4  | 21    | 3    |      |
| Sannois-St.G. | 16 | 14 | 8  | 3  | 4  | 5  | 3  | 8  | 8  | 9  | 9  | 9  | 8  | 10 | 6  | 5  | 6  | 6  | 6  | 5  | 7  | 5  | 8  | 8  | 8  | 11 | 7  | 12 | 13 | 13 | 10 | 13 | 15 | 11 |       | 2    | 2    |

### Buts marqués par journée
Ce graphique représente le nombre de buts marqués lors de chaque journée.

### Classement des buteurs
Le tableau suivant liste les joueurs selon le classement des buteurs pour la saison 2017-2018 de National.
| Rang | Buteur                                                                                   | Club                                                                                | Buts Note 1 | Pen. Note 2 | Ratio Note 3             |
| ---- | ---------------------------------------------------------------------------------------- | ----------------------------------------------------------------------------------- | ----------- | ----------- | ------------------------ |
| 1    | Jamal Thiaré                                                                             | US Avranches                                                                        | 15          | 4           | 0,52                     |
| 2    | Saïd Idazza Koro Koné                                                                    | US Concarneau US Boulogne                                                           | 14          | 1 2         | 0,54 0,52                |
| 4    | Aaron Boupendza Abdoulaye Sané                                                           | Pau FC Red Star FC                                                                  | 13          | 0 1         | 0,62 0,45                |
| 6    | Diego Gómez                                                                              | SO Choletais                                                                        | 10          | 1           | 0,32                     |
| 7    | Romain Montiel Louckmane Ouédraogo Alexy Bosetti Oumar Pouye William Sea                 | FC Chambly Oise Entente SSG Stade lavallois US Créteil Entente SSG                  | 9           | 2 0 1 0     | 0,41 0,38 0,35 0,33 0,32 |
| 12   | Pape Ibnou Bâ Ibrahim Sissoko Kévin Rocheteau Julio Donisa Jonathan Rivas Florian Sotoca | Marseille Consolat AS Béziers Les Herbiers VF US Concarneau Pau FC Grenoble Foot 38 | 8           | 0 0 1 0 0   | 0,62 0,33 0,30 0,26 0,26 |

| Mis à jour le 14 mai 2018. 1 : Nombre de buts inscrits incluant le nombre de pénaltys 2 : Nombre de pénaltys 3 : Ratio (buts inscrits/matchs joués) |

### Affluences

#### Meilleures affluences de la saison
| Rang | Match                                | Journée | Date     | Affluence |
| ---- | ------------------------------------ | ------- | -------- | --------- |
| 1    | Grenoble Foot 38 - Entente SSG       | J34     | 11.05.18 | 15 435    |
| 2    | Grenoble Foot 38 - Les Herbiers VF   | J32     | 27.04.18 | 5 404     |
| 3    | Stade lavallois - Lyon Duchère AS    | J30     | 13.04.18 | 5 344     |
| 4    | Grenoble Foot 38 - AS Béziers        | J30     | 14.04.18 | 5 218     |
| 5    | Grenoble Foot 38 - Red Star FC       | J06     | 09.09.17 | 5 091     |
| 6    | Stade lavallois - Grenoble Foot 38   | J29     | 07.04.18 | 5 003     |
| 7    | Grenoble Foot 38 - Stade lavallois   | J13     | 18.11.17 | 4 662     |
| 8    | Stade lavallois - FC Chambly Oise    | J32     | 27.04.18 | 4 525     |
| 9    | Stade lavallois - US Avranches       | J27     | 23.03.18 | 4 522     |
| 10   | Stade lavallois - Marseille Consolat | J10     | 14.10.17 | 4 475     |

#### Affluences journée par journée
Ce graphique représente le nombre de spectateurs lors de chaque journée.

En raison du manque de précision des données, les affluences par journée sont données à titre indicatif.

### Trophées du National
Pour cette quatrième édition des trophées du National, la Fédération française de football (FFF) a décerné plusieurs distinctions individuelles et collectives à l'issue du vote de l'ensemble des entraîneurs et des capitaines des équipes participantes au championnat National.
- Meilleur joueur :  Dorian Bertrand (SO Cholet)
- Meilleur entraineur :  Laurent Peyrelade (Rodez AF)
- Meilleur gardien de but :  Macedo Magno Novaes (AS Béziers)
- Révélation de la saison :  Julio Donisa (US Concarneau)
- Plus beau but de la saison :  Matthieu Ezikian (Lyon Duchère AS)
- Projet social club : Red Star FC
- Meilleur arbitre :  Yohann Rouinsard

Onze joueurs ont également été choisis pour former l'équipe type du National pour la saison 2017-2018.